# Aire d'attraction de Périgueux
L'aire d’attraction de Périgueux est un zonage d’étude défini par l'Insee pour caractériser l’influence de la commune de Périgueux sur les communes environnantes. Publiée en octobre 2020, elle se substitue à l'aire urbaine de Périgueux, dont le dernier zonage remontait à 2010.

## Définition
L'aire d'attraction d'une ville est composée d’un pôle, défini à partir de critères de population et d’emploi ainsi que d’une couronne constituée des communes dont au moins 15 % des actifs travaillent dans le pôle. Le pôle d’attraction constitue ainsi un point de convergence des déplacements domicile-travail,.

## Type et composition
L’aire de Périgueux est une aire intra-départementale qui comporte 49 communes, entièrement situées dans le département de la Dordogne.
Elle est catégorisée dans les aires de 50 000 à moins de 200 000 habitants, une catégorie qui regroupe 25,3 % de la population de Nouvelle-Aquitaine et 18,5 % au niveau national.

### Carte

Carte de l'aire d'attraction de Périgueux.

### Composition communale
| Nom                           | Code Insee | Département | Statut                 | Superficie (km2) | Population (dernière pop. légale) | Densité (hab./km2) | Modifier                                    |
| ----------------------------- | ---------- | ----------- | ---------------------- | ---------------- | --------------------------------- | ------------------ | ------------------------------------------- |
| Périgueux (commune-centre)    | 24322      | Dordogne    | commune-centre         | 9,82             | 29 876 (2022)                     | 3 042              | modifier les données · modifier les données |
| Agonac                        | 24002      | Dordogne    | commune de la couronne | 37,22            | 1 809 (2022)                      | 49                 | modifier les données · modifier les données |
| Annesse-et-Beaulieu           | 24010      | Dordogne    | commune de la couronne | 12,12            | 1 478 (2022)                      | 122                | modifier les données · modifier les données |
| Antonne-et-Trigonant          | 24011      | Dordogne    | commune de la couronne | 20,23            | 1 221 (2022)                      | 60                 | modifier les données · modifier les données |
| Bassillac et Auberoche        | 24026      | Dordogne    | commune de la couronne | 103,26           | 4 365 (2022)                      | 42                 | modifier les données · modifier les données |
| Biras                         | 24042      | Dordogne    | commune de la couronne | 19,43            | 715 (2022)                        | 37                 | modifier les données · modifier les données |
| Boulazac Isle Manoire         | 24053      | Dordogne    | commune de la couronne | 55,95            | 10 628 (2022)                     | 190                | modifier les données · modifier les données |
| Brouchaud                     | 24066      | Dordogne    | commune de la couronne | 11,94            | 217 (2022)                        | 18                 | modifier les données · modifier les données |
| Bussac                        | 24069      | Dordogne    | commune de la couronne | 16,84            | 385 (2022)                        | 23                 | modifier les données · modifier les données |
| Chalagnac                     | 24094      | Dordogne    | commune de la couronne | 14,15            | 442 (2022)                        | 31                 | modifier les données · modifier les données |
| Champcevinel                  | 24098      | Dordogne    | commune de la couronne | 17,72            | 3 077 (2022)                      | 174                | modifier les données · modifier les données |
| Chancelade                    | 24102      | Dordogne    | commune de la couronne | 16,23            | 4 442 (2022)                      | 274                | modifier les données · modifier les données |
| La Chapelle-Gonaguet          | 24108      | Dordogne    | commune de la couronne | 19,07            | 1 058 (2022)                      | 55                 | modifier les données · modifier les données |
| Château-l'Évêque              | 24115      | Dordogne    | commune de la couronne | 35,68            | 2 162 (2022)                      | 61                 | modifier les données · modifier les données |
| Cornille                      | 24135      | Dordogne    | commune de la couronne | 13,04            | 688 (2022)                        | 53                 | modifier les données · modifier les données |
| Coulounieix-Chamiers          | 24138      | Dordogne    | commune de la couronne | 21,70            | 7 537 (2022)                      | 347                | modifier les données · modifier les données |
| Coursac                       | 24139      | Dordogne    | commune de la couronne | 24,65            | 2 326 (2022)                      | 94                 | modifier les données · modifier les données |
| Creyssensac-et-Pissot         | 24146      | Dordogne    | commune de la couronne | 8,62             | 266 (2022)                        | 31                 | modifier les données · modifier les données |
| Cubjac-Auvézère-Val d'Ans     | 24147      | Dordogne    | commune de la couronne | 39,56            | 1 116 (2022)                      | 28                 | modifier les données · modifier les données |
| La Douze                      | 24156      | Dordogne    | commune de la couronne | 23,05            | 1 147 (2022)                      | 50                 | modifier les données · modifier les données |
| Église-Neuve-de-Vergt         | 24160      | Dordogne    | commune de la couronne | 7,43             | 583 (2022)                        | 78                 | modifier les données · modifier les données |
| Escoire                       | 24162      | Dordogne    | commune de la couronne | 3,94             | 399 (2022)                        | 101                | modifier les données · modifier les données |
| Grignols                      | 24205      | Dordogne    | commune de la couronne | 20,41            | 668 (2022)                        | 33                 | modifier les données · modifier les données |
| Grun-Bordas                   | 24208      | Dordogne    | commune de la couronne | 12,28            | 247 (2022)                        | 20                 | modifier les données · modifier les données |
| Lacropte                      | 24220      | Dordogne    | commune de la couronne | 26,23            | 691 (2022)                        | 26                 | modifier les données · modifier les données |
| Léguillac-de-l'Auche          | 24236      | Dordogne    | commune de la couronne | 14,31            | 974 (2022)                        | 68                 | modifier les données · modifier les données |
| Lempzours                     | 24238      | Dordogne    | commune de la couronne | 10,87            | 133 (2022)                        | 12                 | modifier les données · modifier les données |
| Manzac-sur-Vern               | 24251      | Dordogne    | commune de la couronne | 19,96            | 541 (2022)                        | 27                 | modifier les données · modifier les données |
| Marsac-sur-l'Isle             | 24256      | Dordogne    | commune de la couronne | 10,05            | 3 165 (2022)                      | 315                | modifier les données · modifier les données |
| Mayac                         | 24262      | Dordogne    | commune de la couronne | 11,28            | 322 (2022)                        | 29                 | modifier les données · modifier les données |
| Mensignac                     | 24266      | Dordogne    | commune de la couronne | 26,08            | 1 520 (2022)                      | 58                 | modifier les données · modifier les données |
| Montagnac-d'Auberoche         | 24284      | Dordogne    | commune de la couronne | 10,02            | 137 (2022)                        | 14                 | modifier les données · modifier les données |
| Montrem                       | 24295      | Dordogne    | commune de la couronne | 20,15            | 1 203 (2022)                      | 60                 | modifier les données · modifier les données |
| Négrondes                     | 24308      | Dordogne    | commune de la couronne | 20,15            | 782 (2022)                        | 39                 | modifier les données · modifier les données |
| Razac-sur-l'Isle              | 24350      | Dordogne    | commune de la couronne | 14,24            | 2 367 (2022)                      | 166                | modifier les données · modifier les données |
| Saint-Astier                  | 24372      | Dordogne    | commune de la couronne | 34,25            | 5 309 (2022)                      | 155                | modifier les données · modifier les données |
| Saint-Crépin-d'Auberoche      | 24390      | Dordogne    | commune de la couronne | 9,56             | 336 (2022)                        | 35                 | modifier les données · modifier les données |
| Saint-Front-d'Alemps          | 24408      | Dordogne    | commune de la couronne | 19,02            | 252 (2022)                        | 13                 | modifier les données · modifier les données |
| Saint-Geyrac                  | 24421      | Dordogne    | commune de la couronne | 17,10            | 192 (2022)                        | 11                 | modifier les données · modifier les données |
| Saint-Léon-sur-l'Isle         | 24442      | Dordogne    | commune de la couronne | 14,78            | 2 072 (2022)                      | 140                | modifier les données · modifier les données |
| Saint-Paul-de-Serre           | 24480      | Dordogne    | commune de la couronne | 10,44            | 333 (2022)                        | 32                 | modifier les données · modifier les données |
| Saint-Pierre-de-Chignac       | 24484      | Dordogne    | commune de la couronne | 15,70            | 944 (2022)                        | 60                 | modifier les données · modifier les données |
| Saint-Vincent-sur-l'Isle      | 24513      | Dordogne    | commune de la couronne | 9,98             | 309 (2022)                        | 31                 | modifier les données · modifier les données |
| Sanilhac                      | 24312      | Dordogne    | commune de la couronne | 59,90            | 4 720 (2022)                      | 79                 | modifier les données · modifier les données |
| Sarliac-sur-l'Isle            | 24521      | Dordogne    | commune de la couronne | 9,57             | 1 050 (2022)                      | 110                | modifier les données · modifier les données |
| Savignac-les-Églises          | 24527      | Dordogne    | commune de la couronne | 21,90            | 947 (2022)                        | 43                 | modifier les données · modifier les données |
| Sorges et Ligueux en Périgord | 24540      | Dordogne    | commune de la couronne | 54,04            | 1 639 (2022)                      | 30                 | modifier les données · modifier les données |
| Trélissac                     | 24557      | Dordogne    | commune de la couronne | 22,88            | 7 319 (2022)                      | 320                | modifier les données · modifier les données |
| Vaunac                        | 24567      | Dordogne    | commune de la couronne | 13,78            | 240 (2022)                        | 17                 | modifier les données · modifier les données |